# Alexander Slidell Mackenzie
Alexander Slidell Mackenzie, född 1803, död 1848, var en amerikansk sjöofficer i USA:s flotta som är mest känd för att ha låtit avrätta tre myterister ombord på ett fartyg som stod under hans befäl. Bland de avrättade fanns en son till krigsministern John Canfield Spencer. Mackenzie var far till generalen i nordstatsarmén Ranald Mackenzie och bror till sydstatsambassadören John Slidell.
Kapten Mackenzie var 1842 fartygschef på en amerikansk örlogsbrigg vilken fungerade som övningsfartyg för kadetter. När fartyget i slutet av november befann sig på Atlanten på väg från Västafrika till Västindien, fängslade Mackenzie tre besättningsmän, en sjökadett, en underofficerskorpral och en matros och anklagade dem för förberedelse till myteri. Ett krigsråd bestående av fartygets fyra officerare (men inte fartygschefen) samt de tre äldsta kadetterna fastställde  de fängslades skuld och rekommenderade att de omedelbart skulle avrättas. Mackenzie lät verkställa avrättningen genom hängning den 1 december.
Mackenzie ställdes inför krigsrätt därför att han låtit verkställa en avrättning som inte utdömts av en laga krigsdomstol, men frikändes. Efterdyningarna efter avrättningarna kom dock att dominera återstoden av hans liv. Avrättningarna var en stor sensation, inte minst för att krigsministerns son tillhörde de avrättade, och Mackenzies beslut kritiserades hårt av många, medan många andra hårdnackat försvarade honom.